# Stefano da Ferrara
Stefano da Ferrara est un peintre italien né à Ferrare, actif dans la seconde moitié du XVe siècle. 

## Biographie
Les dates de sa naissance et de sa mort sont incertaines. Vasari le décrit comme étant l'ami de Mantegna. Il peint les fresques de la chapelle dédiée au saint à Padoue, fresques détruites en 1500 lors de la rénovation du bâtiment par Andrea Briosco. Dans la Pinacothèque de Brera, on trouve deux Madones avec des Saints qui seraient de lui. À San Giovanni in Monte à Bologne, une Vierge à l'Enfant avec deux anges lui est attribuée. Il a également travaillé sur les fresques du Palazzo della Ragione à Padoue. 
Des études récentes ont identifié Stefano Di Benedetto comme étant Stefano da Ferrara.  